# Emil Christian Hansen
Emil Christian Hansen, född 8 maj 1842, död 27 augusti 1909, var en dansk mykolog och fysiolog med inriktning på jäsning.
Hansen växte upp i Ribe, Danmark, i en fattig familj. Hans far var en svårt  alkoholiserad före detta soldat i Främlingslegionen.
Hansen gick först i målarlära, blev folkskollärare 1864, student 1871, filosofie doktor 1879, erhöll professors titel 1892 och blev filosofie hedersdoktor vid Uppsala universitet 1907. Han blev föreståndare för de fysiologiska avdelningen av Carlsberglaboratoriet 1879.
Han studerade flitigt och i Köpenhamn studerade han mikrobiologi och inriktade sig på jäsning. Vid denna tid var det inte klargjort vad som gjorde att öl ibland blev dåligt och trots att Louis Pasteur upptäckt att en encellig mikroorganism var avgörande i processen som förädlade sockret till alkohol var hela jäsningsprocessen inte klargjord.[källa behövs]
Hansen fick Köpenhamns universitets guldmedalj för sin avhandling om mikroorganismer i öl och anställdes efter utbildning på Carlsbergbryggeriets laboratorium i Valby. När han arbetat där ett par år drabbades Carlsbergs öl av ölsjukan, och Hansen fick i uppdrag att utreda orsaken. Hansen kom till den banbrytande upptäckten att jästen som användes består av flera olika svamparter och genom detta kunde han dela upp jästen i vildjäst och odlad jäst. Han odlade en jästsort som senare fick namnet Saccharomyces carlsbergensis och därigenom kunde ölen lagras länge utan risk för ölsjuka.  Detta skapade förutsättningar för en större produktion av öl samt en tryggare lagring.
1879 disputerade Hansen vid Köpenhamns universitet med avhandlingen Organismer i Øl og Ølurt. Han erhöll ett flertal utmärkelser såväl i Danmark som utomlands, bland annat av den kände biologen Louis Pasteur i Paris.
Hansen efterlämnade en större summa pengar som idag används för prisutdelningar ur en fond som bär hans namn.

## Utmärkelser
- Riddare av Dannebrogorden,  1889[4]
- Kommendör av Dannebrogorden,  1908[4]

[Redigera Wikidata]